# Auguste Pointelin
Auguste Emmanuel Pointelin, född den 23 juni 1839 i Arbois, Jura, död den 9 april 1933 i Mont-sous-Vaudrey, Jura, var en fransk målare.  
Pointelin ägnade sig först åt vetenskapliga studier, övergick 1866 till måleriet och blev lärjunge till Victor Maire i Paris. Han målade landskap med poetisk uppfattning och var i synnerhet mästare i att framställa stora vidder i stämningsfull ton, med starkt uttryck av enslighet, såsom Morgon i bergen, Morgonrodnad, Regnväder, Höstbild i Jurabergen och Septemberkväll. Landskap i olja och pastell av Pointelin finns i Luxembourggalleriet och flera franska museer. Ett typiskt landskap från Saint Roch ägs av Göteborgs konstmuseum.